# Rugby Club Cornellà
El Rugby Club Cornellà (RC Cornellà) és un equip de rugbi de Cornellà de Llobregat fundat l'any 1931.
L'inici del rugbi a la ciutat, així com la fundació de l'entitat, es troba en un grup de joves que descobriren l'esport en la ciutat veïna de Sant Boi. Baldiri Aleu, president de la UE Santboiana, els proposà formar un equip de rugbi dins de la disciplina del club i, d'aquesta forma, durant una temporada van entrenar-se en la pràctica d'aquest esport. Tanmateix, l'any següent decidiren fundar el Rugby Club Cornellà i el 10 de maig de 1931 jugaren el seu primer partit oficial contra l'Agrupació Esportiva Joventut. Inicialment l'entitat no disposava de camp propi, però el 1933 va construir-se el primer camp de rugbi del club que va permetre la millora del nivell de l'equip, aconseguint el subcampionat de Catalunya el 1933 i 1934. També va permetre jugar els primers partits internacionals de l'entitat, no obstant, durant la Guerra Civil, aquest camp fou parcel·lat i venut.
El club fou dissolt entre 1936 i 1940, i a la primavera de 1940 va reprendre l'activitat amb moltes dificultats, no tenien camp ni cap ajuda econòmica, i per aquest motiu, es va dissoldre de nou temporalment. El 1947 l'entitat va retornar a l'activitat esportiva, aconseguint el campionat de segona categoria i el subcampionat d'Espanya el mateix any. Es va donar la circumstancia que molts antics jugadors del club van reincorporar-s'hi i aquest fet va produir que l'equip millorés la qualitat esportiva, aconseguint anys més tard. el campionat de Catalunya de segona categoria el 1950 i 1966 i el campionat d'Espanya de segona categoria la temporada 1957-58. També, durant aquest període, l'entitat comptava amb una secció d'atletisme, d'hoquei, tennis taula, ciclisme i futbol.
L'any 1966 s'inaugurà un nou camp de rugbi a prop de la vora del Llobregat i el club va competir durant moltes temporades a la Divisió d'Honor, entre 1975 i 1985. No obstant, en un partit disputat l'any 1970 es va produir un seguit d'aldarulls que provocaren el tancament del camp per un any. Per altra banda, l'1 de maig de 1986 s'hi celebrà un partit internacional entre les seleccions d'Espanya i Escòcia, guanyadora del Torneig de les Cinc Nacions d'aleshores, amb la presència de 5.000 aficionats, que és considerat com un dels grans esdeveniments de l'entitat. Durant aquest segon període, va inaugurar una nova seu l'any 1992 i, en l'àmbit esportiu, ha aconseguit sis Copes Catalanes (1975, 1979, 1980, 1981, 1993, 2001). Actualment juga a la Segona Catalana de rugbi.